# Volzsszk
Volzsszk (oroszul: Волжск) város Oroszországban, Mariföldön. A Volzsszki járás székhelye, de nem része a járásnak, hanem önálló városkörzetet alkot. Gazdasági szempontból Mariföld második legfejlettebb városa és második legnépesebb városa.
Lakossága: 55 659 fő (a 2010. évi népszámláláskor).
Neve a Volga folyónévből képzett szó. Korábbi nevei: Julszer-Ola, Lopatyino, Jezsov (Юлсер-Ола, Лопатино, Ежов).

## Fekvése
Mariföld déli határán, a Volgán létesített Kujbisevi-víztározó bal partján fekszik. Mariföld, Csuvasföld és Tatárföld érintkezési pontjánál helyezkedik el. 
Rövid vasúti szárnyvonal köti össze Zelenodolszk állomásával (Zeljonij Dol), azon át Joskar-Olával és a fő vasútvonalakkal. 
Távolsága a köztársasági fővárostól, Joskar-Olától kb. 100 km; a tatárföldi Kazanytól kb. 50 km, Zelenodolszktól pedig csupán 12 km, melynek vonzáskörzetébe tartozik. Joskar-Olával autóút köti össze.

## Története
A mai Volzsszki járás területén a cári időkben a Kazanyi kormányzóság három járása: a Kazanyi, a Csebokszari és a Carevokoksajszki járás osztozott. 
A mai város egy része, ahol 1889-ben fűrészüzem létesült (a későbbi Zarja fafeldolgozó kombinát), még a Kazanyi kormányzósághoz tartozott. Közelében, a Lopatyinói-öbölnél, a Mari ASZSZK területén 1929-ben nagy építőipari kombinátot alapítottak. Az építkezés munkástelepülése és két falu egyesítésével 1933 végén megalapították Lopatyino települést. Később a fűrészüzemet munkástelepülésével együtt Lopatyinóhoz csatolták. 
1934-ben Zelenodolszkból megépült a vasúti szárnyvonal. Ugyanabban az évben kezdtek hozzá az akkori idők egyik nagy beruházása, a cellulóz- és papíripari kombinát építéséhez. A gyárat 1938 decemberében helyezték üzembe. 
A település 1939. augusztusban az akkor létrehozott Volzsszki járás székhelye lett. Előtte, 1938-ban N. I. Jezsovról, a hivatalban lévő belügyi népbiztosról nevezték el, akit azonban a következő évben letartóztattak és hamarosan kivégeztek. A települést 1940-ben várossá nyilvánították és nevét – előbb talán Lopatyinóra, majd 1940-ben – Volzsszkra változtatták. A városiasodást azonban megakadályozta a világháború. 1941-ben a nyugati területekről több iparvállalatot Volzsszkba evakuáltak és gyorsan üzembe helyezték őket, a gyárakat haditermelésre állították át.
Az 1960-as évektől Volzsszk jelentős ipari várossá alakult. Lakossága az iparosodás dinamikájával együtt növekedett, az égető lakáshiányt négy különálló lakótelep (mikrorajon) felépítésével igyekeztek enyhíteni. 

## Gazdasága
A gazdaság vezető iparága a gépgyártás, a fafeldolgozó és a papíripar. A legfontosabb vállalatok és terméktípusok:
- Cellulóz és papíripari kombinát – fő terméke cellulóz, karton és műszaki jellegű papír; teljes vertikummal rendelkezik a fafeldolgozástól a végtermékig.[4]
- Ariada – hűtőberendezések, hűtőpultok kereskedelmi egységek részére.
- Gran – élelmiszerek gyorsfagyasztására szolgáló ipari berendezések.
- Szovitalprodmas – hűtőberendezések, hűtőszekrények és hűtőkamrák.
- Zarja bútorgyár – a nagy múltú fafeldolgozó üzem a 2000-es években az IKEA szerződéses partnereként készített bútorokat a svéd cég számára.
- Elektromechanika gyár – légvédelmi rendszerekhez állít elő részegységeket, valamint tartozékokat orvosi eszközökhöz és műszerekhez.[5]

Jelentősek építőipari és élelmiszeripari vállalatai is.

## Felsőoktatás
Volzsszkban 1999 óta működik a kazanyi műszaki egyetem fiókintézménye (1995-től 1999-ig kolledzsként működött). 2011-ben a Kazanyi Állami Műszaki Egyetem (Казанский государственный технологический университет) nevét megváltoztatták, lényegében Kazanyi Nemzeti Kutatási Műszaki Egyetem lett (teljes neve: Федеральное государственное бюджетное образовательное учреждение высшего профессионального образования «Казанский национальный исследовательский технологический университет».) A volzsszki fiókintézmény neve is ennek megfelelően módosult.